# All Dome Laser Image Projector
All Dome Laser Image Projector, kurz ADLIP (deutsch: Laser-Ganzkuppelprojektionssystem) ist ein Projektionssystem in Planetarien, welches auf der gesamten Kuppel bewegte Bilder darstellen kann. Das Bild wird dabei von mehreren bewegten Laserstrahlen aufgebaut, welche jeweils fest definierte Bereiche der Kuppelinnenseite beleuchten. Die Anzahl der Bereiche wird dabei durch die Kuppelgröße vorgegeben.
Grundsätzlich besteht ein solches System aus Laserstrahlquellen, der Optik zur Bilddarstellung sowie einer Ansteuerungselektronik. Als Laser kommen RGB-Laser zum Einsatz. Die Optik zur Bilderzeugung besteht im Wesentlichen aus Scannerspiegeln, welche den Laserstrahl ablenken, sowie einer Optik, die das Bild in die Kuppel projiziert. Die Elektronik ist für das Einspielen der Daten, die Steuerung der optischen Systeme und der Laser sowie für die Überwachung des gesamten Systems zuständig.
Entwickelt wurde das System von Jenoptik (RGB-Laser) und Zeiss (Optik). Gegenüber herkömmlichen Systemen liegen die Hauptvorteile darin, dass in der Kuppel des Planetariums keine Aufbauten wie Beamer etc. zur Bilderzeugung vorhanden sein müssen, da das Licht über Glasfasern geleitet wird. Außerdem zeichnet sich das System durch eine enorm hohe Bildauflösung, hohe Bildschärfe sowie, bedingt durch die Laserstrahlung als Lichtquelle, einen sehr großen Farbraum aus. Der größte Nachteil besteht darin, dass sämtliche Programme speziell für dieses System hergestellt werden müssen und ältere Produktionen erst einmal nicht übernommen werden können.
Dieses System wurde im Planetarium Peking sowie im Planetarium Jena installiert, aber mittlerweile durch neuere Systeme ersetzt.